# Jean-Claude Larchet
Jean-Claude Larchet (n. 9 august 1949, Badonviller⁠(d), Lorraine⁠(d), Franța) este un patrolog și teolog ortodox francez.
Autor a numeroase lucrări, publicate de Éditions du Cerf și traduse în nouăsprezece limbi, el este, în mod deosebit, un specialist în Maxim Mărturisitorul.

## Biografie
Jean-Claude Larchet s-a născut în anul 1949 în localitatea Badonviller din nord-estul Franței, într-o familie catolică. În timpul studiilor sale de filozofie, citirea Părinților greci și a comentatorilor lor ortodocși (în special Vladimir Lossky) l-a îndreptat către Biserica Ortodoxă, unde a fost primit în 1971 de omul care avea să-i fie părinte spiritual, Serge Chévitch (1903-1987), care a fost și părintele spiritual al teologului Vladimir Losski, al filozofului Nikolai Berdiaev și al călugărului iconograf Grégoire Krug (1908-1969).
Din 1973 până în 1979 a întâlnit, pentru a primi sfatul lor, unele dintre cele mai cunoscute personalități spirituale ale vremii: arhimandritul (astăzi sfântul) Justin Popović, arhimandritul (azi sfântul) Sofronie Saharov și, în timpul a două lungi șederi la Muntele Athos, ucenicii Sfântului Iosif Isihastul – Efrem Katunakiotul, Efrem Filoteitul, starețul Haralambie – și mai ales Sfântul Paisie Aghioritul, cu care a purtat lungi conversații și al cărui sprijin va fi de mare importanță pentru tot restul vieții.
Doctor în filozofie (1987), apoi doctor în teologie la Universitatea din Strasbourg (1994), a fost abilitat în 2005 de Consiliul Național al Universităților ca profesor universitar. A predat filozofie timp de aproape treizeci și cinci de ani și a desfășurat concomitent o activitate de cercetător și scriitor în domeniile filosofiei, în special teologiei și patristicii.
A publicat treizeci și șase de cărți cu Editions du Cerf (Paris), Editions L'Âge d'Homme (Lausanne), Editions des Syrtes (Geneva) și Editions Salvator (Paris), o sută optzeci de articole în diverse colective, lucrări și reviste internaționale și peste șapte sute de recenzii în mai multe reviste franceze și străine — inclusiv pe internet (www.orthodoxie.com).
A editat treizeci și șapte de cărți pentru care a scris introducerile, în special traducerile în franceză ale operelor majore ale Sfântului Maxim Mărturisitorul, Tratatele apodictice ale Sfântului Grigorie Palama, lucrările teologice ale lui Grigore a Ciprului și volumele colecției Grands spirituels du XX-e siècle.
A fost invitat să susțină cursuri și conferințe în multe țări (Franța, Germania, Anglia, Argentina, Belgia, Bulgaria, Canada, Cipru, Spania, Statele Unite ale Americii, Georgia, Grecia, Italia, Liban, Luxemburg, Muntenegru, Polonia, România, Rusia, Serbia, Slovacia, Elveția).
Opera sa a fost tradusă în peste nouăsprezece limbi — arabă (Liban și Siria), bulgară, catalană, cehă, olandeză, engleză, georgiană, greacă, italiană, japoneză, macedoneană, poloneză, portugheză (Portugalia și Brazilia), română, rusă, spaniolă, engleză, sârbă.
În prezent este considerat unul dintre cei mai importanți teologi ortodocși și unul dintre cei mai buni specialiști în Sfântul Maxim Mărturisitorul.

## Opera
Lucrările lui Jean-Claude Larchet sunt dominate de antropologie și etică, legate în special de sănătate, de diferite forme de boală și terapie (spirituală, psihologică și corporală).
- Théologie de la maladie, Cerf, Paris, 1991; 2e éd., 1994; 3e éd., 2001.
- Thérapeutique des maladies mentales. L’expérience de l’Orient chrétien des premiers siècles, Cerf, Paris, 1992; rééd. 2004, 2008.
- Thérapeutique des maladies spirituelles. Une introduction à la tradition ascétique de l’Église Orthodoxe, Éd. de l’Ancre, Paris-Suresnes, 1991; 2e éd., 1993; Cerf, Paris, 3e éd., 1997; 4e éd., 2000; 5e éd., 2007; 6e éd. 2013.
- Ceci est mon corps. Le sens chrétien du corps selon les Pères de l'Église, La Joie de Lire, Genève, 1996; 2e éd., revue et augmentée : Théologie du Corps, Cerf, Paris, 2009.
- Dieu ne veut pas la souffrance des hommes, Cerf, Paris, 1999; 2e éd., revue et augmentée, 2008.
- La vie après la mort selon la tradition orthodoxe, Cerf, Paris, 2001; rééd. 2004, 2011.
- Le chrétien devant la maladie, la souffrance et la mort, Cerf, Paris, 2002; rééd. 2004, 2010, 2017.
- L’inconscient spirituel, Cerf, Paris, 2005; rééd. 2008, 2011.
- Malades des nouveaux médias, Cerf, Paris, 2016.
- Petite théologie pour les temps de pandémie, Éditions des Syrtes, Genève, 2020.
- Transfigurer le genre, Syrtes, Genève, 2023.
- La théorie du genre contre le genre humain, Salvator, Paris, 2024.

Urmând temele anterioare, autorul acordă o mare atenție întrebărilor bioetice actuale referitoare la începutul și sfârșitul vieții, la care oferă răspunsuri creștine marcate de specificul abordării ortodoxe:
- Pour une éthique de la procréation. Éléments d’anthropologie patristique, Cerf, Paris, 1998; rééd. 2009.
- Une fin de vie paisible, sans douleur, sans honte… Un éclairage orthodoxe sur les questions éthiques liées à la fin de la vie, Cerf, Paris, 2010.

Interesat și de criza ecologică, văzând-o ca o „ boală a naturii », autorul consideră că își are sursa profundă în anumite boli spirituale ale omului care afectează în mod deosebit societățile moderne și, prin urmare, nu poate fi rezolvată pe deplin decât prin terapia spirituală. 
- Les fondements spirituels de la crise écologique, Syrtes, Genève, 2018.
- Les animaux dans la spiritualité orthodoxe, Syrtes, Genève, 2018.

Pentru a trata toate aceste subiecte, reflecția lui J. -C. Larchet face apel la teologie, filozofie, psihologie și medicină, dar se bazează totuși în mod constant pe scrierile Părinților Bisericii, considerate a avea o valoare fondatoare și constituind o referință indispensabilă reflecției creștine actuale. Spre deosebire de metodologia dominantă care favorizează diferențele și ascendența sau filiațiile dintre autori, metoda sa urmărește să identifice structura comună care stă la baza diferitelor expresii ale gândirii patristice, aceasta fiind considerată ca constituind global un tot unitar și coerent datorită relației sale strânse și fidelității față de Tradiția ecleziastică, firul comun care unește creștinismul ortodox actual cu creștinismul original. El a expus aceste principii în:
Qu'est-ce que la théologie ?, Syrtes, Genève, 2022.
J..C. Larchet a fost, de asemenea, interesat de chestiunile de teologie dogmatică, cu o preocupare pentru studiul aprofundat și dialogul asupra punctelor în care Orientul și Occidentul creștin nu sunt de acord:
- La théologie des énergies divines. Des origines à saint Jean Damascène, Cerf, Paris, 2010.
- Personne et nature. La Trinité – Le Christ – L’homme. Contributions aux dialogues interorthodoxes et interchrétiens contemporains, Cerf, Paris, 2011.

De asemenea, găsim la el interes pentru iconografie:
L’Iconographe et l’artiste, Cerf, Paris, 2008; rééd. 2017.
și pentru eclesiologie, căreia i-a dedicat un număr de 1500 de pagini:
- L’Église, Corps du Christ, 1. Nature et structure, Cerf, Paris, 2012.
- L’Église, Corps du Christ, 2. Les relations entre les Églises, Cerf, Paris, 2012.
- La vie sacramentelle, Cerf, Paris, 2014; rééd. 2017.
- La vie liturgique, Cerf, Paris, 2016.

O altă parte importantă a lucrării sale constă în monografii despre Părinții patristici. Studiile sale despre Sfântul Maxim Mărturisitorul au autoritate printre savanții din întreaga lume:
- La divinisation de l’homme selon saint Maxime le Confesseur, Cerf, Paris, 1996; rééd. 2009.
- Maxime le Confesseur, médiateur entre l’Orient et l’Occident, Cerf, Paris, 1998.
- Saint Maxime le Confesseur (580-662), Cerf, Paris, 2003; rééd. 2011.
- Introductions aux œuvres de saint Maxime : Ambigua, Éditions de l’Ancre, Paris-Suresnes, 1994; Lettres, Cerf, Paris, 1998; Opuscules théologiques et polémiques, Cerf, Paris, 1998; Questions et difficultés, Cerf, Paris, 1999; Questions à Thalassios, Cerf, Paris, coll. "Sources chrétiennes", t. 1, 2011; t. 2, 2012; t. 3, 2015.
- Introduction aux Traités apodictiques sur la procession du Saint-Esprit de saint Grégoire Palamas, Éditions de l’Ancre, Paris-Suresnes, 1995; al 2-lea éd. revue et corrigée Traités démonstratifs sur la procession du Saint-Esprit, Cerf, Paris, 2017.
- La Vie et l’œuvre de Grégoire II de Chypre (1241-1290), patriarche de Constantinople, Cerf, Paris, 2012; rééd. 2017.

Interesul său față de marii duhovnici și teologi ortodocși moderni se manifestă în:
- Saint Silouane de l’Athos, Cerf, Paris, 2001; rééd. 2004.
- Le Starets Serge, Cerf, Paris, 2004.
- Le Patriarche Paul de Serbie. Un saint de notre temps, L'Âge d'Homme, Lausanne, 2014.
- Saint Gabriel, Fol-en-Christ de Géorgie, L'Âge d'Homme, Lausanne, 2015.
- "En suivant les Pères..." La vie et l'œuvre du Père Georges Florovsky, Syrtes, Genève, 2019.
- Mont Athos. Carnets 1974-2015, Syrtes, Genève, 2022.
- La Prière de Jésus selon les moines du Mont Athos, Salvator, Paris, 2024.
- introducerile sale în cele douăzeci și nouă de volume ale colecției Grands spirituels orthodoxes du XXe siècle qu’il dirige aux éditions L’Âge d’Homme⁠(d) et aux éditions des Syrtes.

Opera lui J. C. Larchet este, în general, condusă de preocuparea de a răspunde problemelor și nevoilor etice, spirituale și teologice ale oamenilor de astăzi, folosind resursele tradiției scripturistice, patristice, canonice și liturgice ale Bisericii Ortodoxe.

### Articole
- La vie et l'œuvre de saint Nicolas de Jitcha Article en français sur le site de l'Église de Grèce
- La vie et l'œuvre de saint Nicolas de Jitcha Article en français sur le site de l'Église de Grèce
- La question du Filioque Article en français sur le site de l'Église de Grèce
- (en) On the Love of Enemies : the Teaching of St. Silouan
- (en) But I Say To You, Love Your Enemies
- (en) Patristic views on the Nature and Satus of Scientifcal Knowledge; traduction en bulgare Arhivat în 4 iulie 2022, la Wayback Machine. dans la revue Християнство и култура no 62
- greacă  Η αγιότητα του Πατρός Σεργίου Chévitch

### Interviuri
- "Les Pères du désert : une expérience inégalée" Interview dans le quotidien La Croix
- ru  "Христа ради сумасшедшие" Interview en russe sur le site pravimir.ru
- ru  "Дар страдания, дар медицины, дар смысла" Interview en russe sur le site pravimir.ru
- bg  "Християнският жибот е леченхи" Présentation et interview sur le site du Saint Synode de l'Église orthodoxe de Bulgarie Arhivat în 31 august 2013, la Wayback Machine.
- bg  "Ако нямаш ближен, нямаш и Бог" Interview en bulgare par Tony Nikolov dans la revue Християнство и култура nr. 62 Arhivat în 4 iulie 2022, la Wayback Machine.
- ru  "Святые – вот кто истинные богословы" Interview en russe sur le site du monastère de Séraphim-Divéyevo
- ru  "Самотождество во Христе" Interview en russe sur le site de la revue Вода живая
- ru  "Мы должны дать нашим детям внутренний компас, который укажет им путь там, где все сбиты с пути " Interview en russe dans la revue Фома, n° 147
- ro  "Învingem moartea la învierea de obște, dar și zi de zi". Interview dans l’hebdomadaire Lumina de Duminică
- "L'origine, la nature et le sens de la pandémie actuelle" Interview sur le site orthodoxie.com

### Videoclipuri
- "La sainteté selon saint Justin de Tchélié" Vidéoconférence
- "Starets Thaddée : Paix et joie dans le Saint-Esprit" Présentation à la librairie L'Âge d'Homme
- "Le Prologue d'Ohrid de Format:Mgr Nicolas Vélimirović" Présentation à la Librairie L'Âge d'Homme
- "Le patriarche Paul de Serbie. Un saint de notre temps" Présentation à la librairie L'Age d'homme
- Présentation de Jean-Claude Larchet et de son livre "Le patriarche Paul de Serbie" sur la chaîne "Mosaïk. Télévision sans frontières"
- "La vie sacramentelle" Présentation à la Librairie L'Âge d'Homme
- "La théologie des énergies divines", une émission d'Orthradio
- rusă {{{1}}} "Что такое богословие?" Extrait d'une conférence à l'Université Saint-Tikhon de Moscou
- rusă {{{1}}} "Христианство требует от человека усилий" Interview sur le site bogoslov.ru
- rusă {{{1}}} "Время по мысли прп. Максима Исповедника" Extrait d'une conférence à l'Académie théologique de Moscou Arhivat în 13 mai 2013, la Wayback Machine.